# Hans Joachim Reiss
Hans Joachim Reiss (* 11. Juni 1918 in Magdeburg; † 22. Februar 1985) war ein deutscher Pathologe und Hochschullehrer.

## Leben und Wirken
Hans Joachim Reiss stammte aus der Hauptstadt der preußischen Provinz Sachsen. Nach dem Schulabschluss begann er 1936 an der Universität Halle-Wittenberg ein Medizinstudium, das er – mit kriegsbedingter Unterbrechung – 1948 mit Promotion zum Dr. med. abschloss. Am 9. November 1955 habilitierte er sich an der Medizinischen Fakultät und wurde 1956 Privatdozent für Pathologische Anatomie an der Universität Halle-Wittenberg. 1958 erfolgte dort seine Ernennung zum Prosektor. Er wurde mit der Wahrnehmung einer Professur mit vollem Lehrauftrag beauftragt. 1961 wurde er zum Professor für Pathologische Anatomie ernannt.

## Schriften (Auswahl)
- Hautnaevi in Kombination mit inneren Mißbildungen und Gewächsen. Halle-Saale 1948.
- mit J. Potel und A. Krebs:  Granulomatosis infantiseptica. In: Zeitschrift der Gesellschaft für innere Medizin 6 (1951), S. 451 ff.
- Pathologische Anatomie des Krankheitsbildes der „miliaren Knötchen“ beim Kind. Halle 1955.
- Die Listeriose. In: Verh. dtsch. Ges. Path. 40 (1956), S. 54–71.
- Zur Geschichte des Pathologischen Institutes der Martin-Luther-Universität Halle-Wittenberg. In: Wissenschaftliche Zeitschrift der Universität Halle 10 (1961), S. 779–798.